# Gramais
Gramais je obec v okrese Reutte, v rakouském Tyrolsku.
Gramais je nejmenší samostatnou obcí celého Rakouska. Leží v jednom z postranních údolí tyrolské řeky Lech, nazývaném Häselgehr.
Krajinu v okolí výrazně ovlivnilo hornictví. Obec je častým výchozím bodem k túrám po Lechtalských Alpách.

## Historie
Obec Gramais je poprvé zmiňována v roce 1427. Jméno pochází z latinského „graminosa“ (travnatý) nebo románského „grumoso“ s podobným významem.
Ve 13. století sousední obec Imst používala nynější prostor Gramais jako pastviny a poté se zde někteří imští obyvatelé natrvalo usadili.
V roce 1837 mělo Gramais ještě 121 obyvatel.

## Sousední obce
Bach, Häselgehr, Imst, Zams, Boden